# Понте Чивитела (Ријети)
Понте Чивитела је насеље у Италији у округу Ријети, региону Лацио.
Према процени из 2011. у насељу је живело 2 становника. Насеље се налази на надморској висини од 636 м.